# Thailand Graduate Institute of Science and Technology
Das Thailand Graduate Institute of Science and Technology (Thai สถาบันบัณฑิตวิทยาศาสตร์และเทคโนโลยีไทย, kurz: TGIST) ist eine Ausbildungs- und Forschungseinrichtung in Bangkok, Bezirk Ratchathewi, die der National Science and Technology Development Agency von Thailand zugeordnet ist.

## Aufgaben
Das Thailand Graduate Institute of Science and Technology ist ein „virtuelles Institut“, das gemeinsam von der National Science and Technology Development Agency, dem Ministerium für Universitätsangelegenheiten und verschiedenen thailändischen Universitäten und Instituten unterhalten wird und mit internationalen Universitäten zusammenarbeitet.
TGITS arbeitet als Forum, in dem zahlreiche Ressourcen von Universitäten und der National Science and Technology Development Agency gebündelt werden, um eine kritische Masse für die Fortentwicklung der nationalen Forschung und Lehre zu bilden. Beteiligte sind dabei
- die Universitäten als Inhaltsanbieter
- die National Science and Technology Development Agency als Vermittler
- der öffentliche und private Sektor als Abnehmer der Inhalte

## Organisationsstruktur
Das Thailand Graduate Institute of Science and Technology ist in folgende Bereiche gegliedert:
- das Center for Advanced Studies (CAS, Zentrum für fortgeschrittene Studien)
- das Graduate Research and Education Consortium (GREC, Konsortium für Graduiertenforschung und -ausbildung)
- die School of Engineering Practice (SEP, Schule für Ingenieurpraxis)
- die School of Technology Management (STM, Schule für Technologiemanagement)
- das Thailand Training Network (TTN, Netzwerk für Ausbildung Thailand)
- das Science and Technology Electronic Publishing Programme (STEP, Programm für elektronische Publikation in Forschung und Technologie)

## Partner (Auswahl)
Neben der National Science and Technology Development Agency arbeiten unter anderem folgende Organisationen mit dem TGIST zusammen:
- Thailand Science Park
- Asian Institute of Technology
- Sirindhorn International Institute of Technology
- Thammasat-Universität, Rangsit Centre